# Serra de Ossa
A Serra de Ossa ou Serra d'Ossa é uma elevação montanhosa de Portugal Continental, com 653 metros de altitude. Situa-se no Alto Alentejo, entre Estremoz e o Redondo.
Nele se ergue, desde 1182, um convento de eremitas dedicado a São Paulo. Em 2006, ardeu uma parte. 
É o pulmão de vários concelhos alentejanos (Borba, Estremoz, Vila Viçosa). Nela existem grutas artificiais do tempo dos monges eremitas, há talvez cerca de mil anos.

Nela ainda se pode observar uma das maiores populações dos país de uma planta insectívora chamada orvalho-do-sol (Drosophyllum lusitanicum).